# Cerkev svetega Pantaleona, Köln
Cerkev sv. Pantaleona je zgodnje romanska cerkev v Kölnu v Nemčiji. Cerkev sega v 10. stoletju in je ena od dvanajst romanskih cerkva v Kölnu.  Nekdanja samostanska cerkev je posvečena sv. Pantaleonu in svetemu Kozmu in Damjanu in je najstarejša cerkev kulta sv. Pantaleona zahodno od Bizanca. Cesarica Teofanu in nadškof Bruno Veliki sta pokopali v cerkvi, ki hrani tudi relikvije svetega Albana, prvega krščanskega mučenika Britanije in Maurinusa in Kölna. Papež Benedikt XVI. je obiskal cerkev leta 2005.

## Zgodovina
Hrib na katerem stoji cerkev je prvotno zasedala rimska vila, ki je stala neposredno zunaj rimskega Kölna. Ostanki te vile so še vedno vidni v cerkveni grobnici. Vila je bila zamenjana s cerkvijo okoli 870 in 955, nadškof Bruno Veliki (brat cesarja Otona Velikega) je dodal benediktinski samostan. Tu je bil Bruno pokopan po svoji smrti. Leta 966 se je začelo delo na novi cerkvi skupaj s samostanom. Cerkev je bila posvečena leta 980. 
Cesarica Teofanu, bizantinska princesa, ki je bila poročena s svetim rimskim cesarjem Otonom II., je 972 odredila gradnjo sedanje fasade in je na njeno zahtevo v cerkvi tudi pokopana.
Od leta 1618 dalje je bila zgradbe v več fazah preoblikovana v baročnem slogu. Samostan je bil ukinjen v 1794, potem ko so Köln zasedle francoske revolucionarne sile. Cerkev je nato služil kot konjušnica, in, ko je leta 1815 Köln postal pruski, kot protestantska garnizijska cerkev. Telegraf nameščen na strehi cerkve je omogočal hitro komunikacijo med Kölnom in prusko prestolnico Berlin.
Leta 1890-1892 je Zgradba doživela obnovo in leta 1922, preko izmenjave s kölnsko kartuzijo, spet postala katoliška. Med drugo svetovno vojno je bila uničena streha in deli zunanjih zidov ter velik del notranjosti. Po vojni je bila cerkev obnovljena. Med obnovo, v 1955-1962 je bila izvedena arheološka raziskava. Okoli 1956-1957 so bili postavljeni novi cerkveni zvonovi in leta 1963 nameščene nove orgle.
Kasetiran strop v ladji, ki prikazuje drevo Jeseja in portrete različnih svetnikov, je zasnoval in realiziral umetnik Dieter Hartmann in ga je omogočila podpora kluba za dvig romanskih cerkva v Kölnu.  Strop v spremljajočem westwerku je naredil umetnik Gerhard Kadow leta 1966 in prikazuje nebeški Jeruzalem.
Papež Benedikt XVI je obiskal cerkev, 19. avgusta 2005, v času svetovnega dneva mladih 2005 in skupine semeniščnikov.  10. avgusta 2006 je kardinal Joachim Meisner blagoslovil novo kapelo v cerkvi, posvečeno sv. Jožefmariju Escriváju, ustanovitelju Opus Dei. 

## Relikviarij
Od 10. stoletja, cerkev ima relikvije svetega Albana. Ostanki sv. Albana so verjetno končali v cerkvi po razpadu samostana, ki ga je ukazal kralj Henrik VIII. Angleški v 16. stoletju. Leta 2002 je kost ključnica, ena od relikvij prenešena iz stolnice sv. Albana v St. Albans, Anglija in postavljena v tukajšnjo cerkev.
V cerkvi so tudi relikvije Maurinusa Kölnskega iz 12. stoletja, in vsebujejo ostanke tega svetnika. 
Bolj moderno svetišče, dokončano leta 2006, stoji v severnem hodniku. Posvečeno je Josemaria Escrivi, ustanovitelju gibanja Opus Dei. Svetišče je bilo uradno posvečeno leta 2006. 